# Baxter (Iowa)
Baxter – miasto w Stanach Zjednoczonych, w stanie Iowa, w hrabstwie Jasper.

## Demografia
Zgodnie ze spisem statystycznym z 2000, miasto liczyło 1052 mieszkańców. W 2023 liczba mieszkańców spadła do 976 osób, a gęstość zaludnienia poniżej 575 osób/km².